# L'Ennemi sans visage
Pour les articles homonymes, voir L'Ennemi sans visage (homonymie).
Pour plus de détails, voir Fiche technique et Distribution.
L'Ennemi sans visage est un film de science-fiction français réalisé par Robert-Paul Dagan et Maurice Cammage, sorti en 1946.

## Synopsis
Le professeur Artus, un savant spécialisé dans la vie artificielle, souhaite tenter une expérience sur un automate ; il se voit confier un condamné à mort. Le professeur est bientôt retrouvé assassiné. C'est l'inspecteur Wens, aidé d'une journaliste, qui doit résoudre l'affaire. Franck Villard dans le rôle de Wens succède à Fresnay.

## Fiche technique
- Titre : L'Ennemi sans visage
- Réalisation : Robert-Paul Dagan et Maurice Cammage
- Scénario : René Wheeler d'après le roman de Stanislas-André Steeman
- Photographie : Paul Cotteret
- Musique : Marcel Stern
- Production : Paul Guien et Maurice Saint-Lou
- Pays d'origine : France
- Format : Noir et blanc - Mono
- Genre : Policier
- Durée : 105 minutes
- Date de sortie : 
  - France - 20 novembre 1946

## Distribution
- Franck Villard : Wenceslas Vorobeïtchick, mieux connu sous le nom d'Inspecteur Wens
- Louise Carletti : Arlette Artus
- Roger Karl : Le professeur Artus
- Jean Tissier : Tiburce Artus
- André Fouché : Maxime Artus
- Jean Témerson : Hector, dit Bon Augure, le maître d'hôtel
- Huguette Montréal : Andrée, la journaliste
- Jim Gérald : Ramshow, le policier américain
- Eugène Yvernès : Le chauffeur
- Jean Berton : Le commissaire
- Maurice Lagrenée : Clarence Jude, le condamné à mort
- Denise Réal : l'infirmière
- Paul Delauzac : le docteur
- Jean Gabert (non crédité)
- Rolande Haumont (non créditée)
- Julien Maffre (non crédité)
- Henri Marchand (non crédité)
- Colette Ripert (non créditée)